# フランク・ゴールドスミス

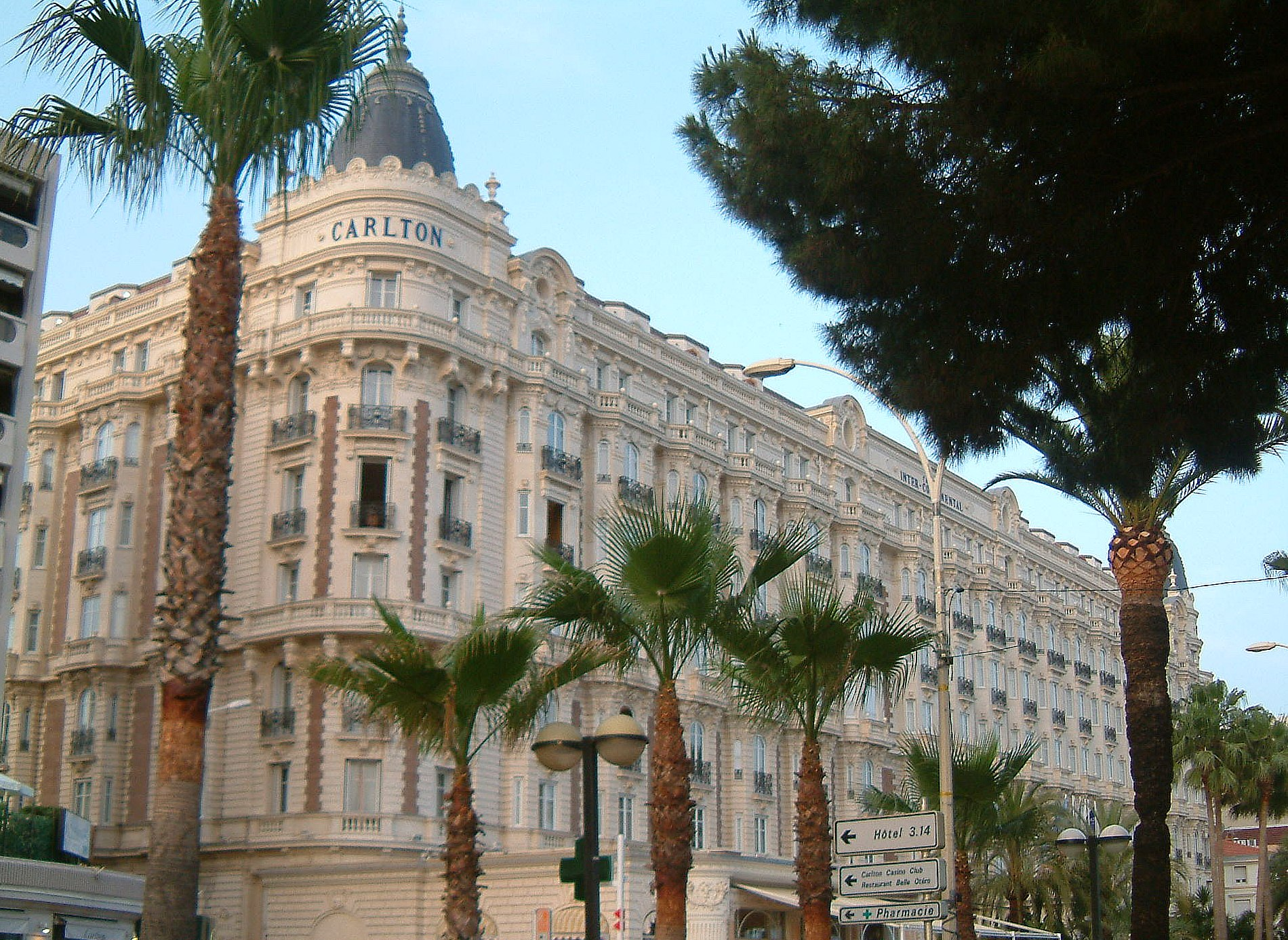
カンヌのカールトン・ホテル

フランク・ベネディクト・ハイアム・ゴールドスミス（Francis Benedict Hyam Goldsmith、1878年11月28日 - 1967年2月14日）は、億万長者の実業家であり、イギリスの保守党の政治家である。1910年から1918年まで下院議員を務め、その後フランスとイギリスで高級ホテル王となった。

## 人生とキャリア
フランク・アドルフ・ベネディクト・ゴルトシュミットは、ユダヤ系ドイツ人であるゴールドシュミット・ファミリーであり、1895年にロンドンに永住した億万長者の実業家であるアドルフ・ベネディクト・ハイム・ゴルトシュミットと、ジョセフ・ベンジャミン・モーセ（別名モーセ・マートン）の娘であるアリス・エマ・モーセ・マートン（1835年 - 1898年）の息子として、1878年にドイツのフランクフルトで生まれた。祖父のベネディクト・ハイム・サロモン・ゴールドシュミットは銀行家であり、B・H・ゴールドシュミット銀行の創業者、そしてトスカーナ大公国の領事であった。
フランクはサフォークにある一家の持つ2500エーカー（10平方キロメートル）の田舎の土地で育った。マグダレン・カレッジ、オックスフォード大学で教育を受け、法律の優等学位を獲得し、1902年にインナー・テンプルで弁護士資格免許を取得した。

1903年にゴールドスミスはウェストミンスター市議会に選出され、メンバーとして4年間在籍した。1904年、セントパンクラス南部を代表するロンドン郡議会のメンバーに、ウィリアム・ヘンリー・ホートン・ギャストレールとともに地方自治体の改革者として選出され、進歩党から立候補していたジョージ・バーナード・ショーとウィリアム・ギアリー卿の両方を破った。1908年にイギリス陸軍のサフォーク・ヨーマニーで少尉となったと報じられている。1904年から1910年にフランクは、教育と特別支援学校に大きな関心を示し、多くの委員会で活躍し、市政改革党にむち打っていた。また、ユダヤ人の多くの慈善団体に関与し、ロシア帝国からのユダヤ人の移住に関わる団体を支援して、ユダヤ人保護委員会の移住委員会のメンバーになった。彼は1910年1月の総選挙で、サフォークのストウマーケット選挙区の保守党議員として選出され、1918年まで国会議員を務めえました。彼は第一次世界大戦中、パレスチナの第54歩兵師団のサフォーク・ハザーズ連隊に配属されました。